# Felipe Sevilla del Río

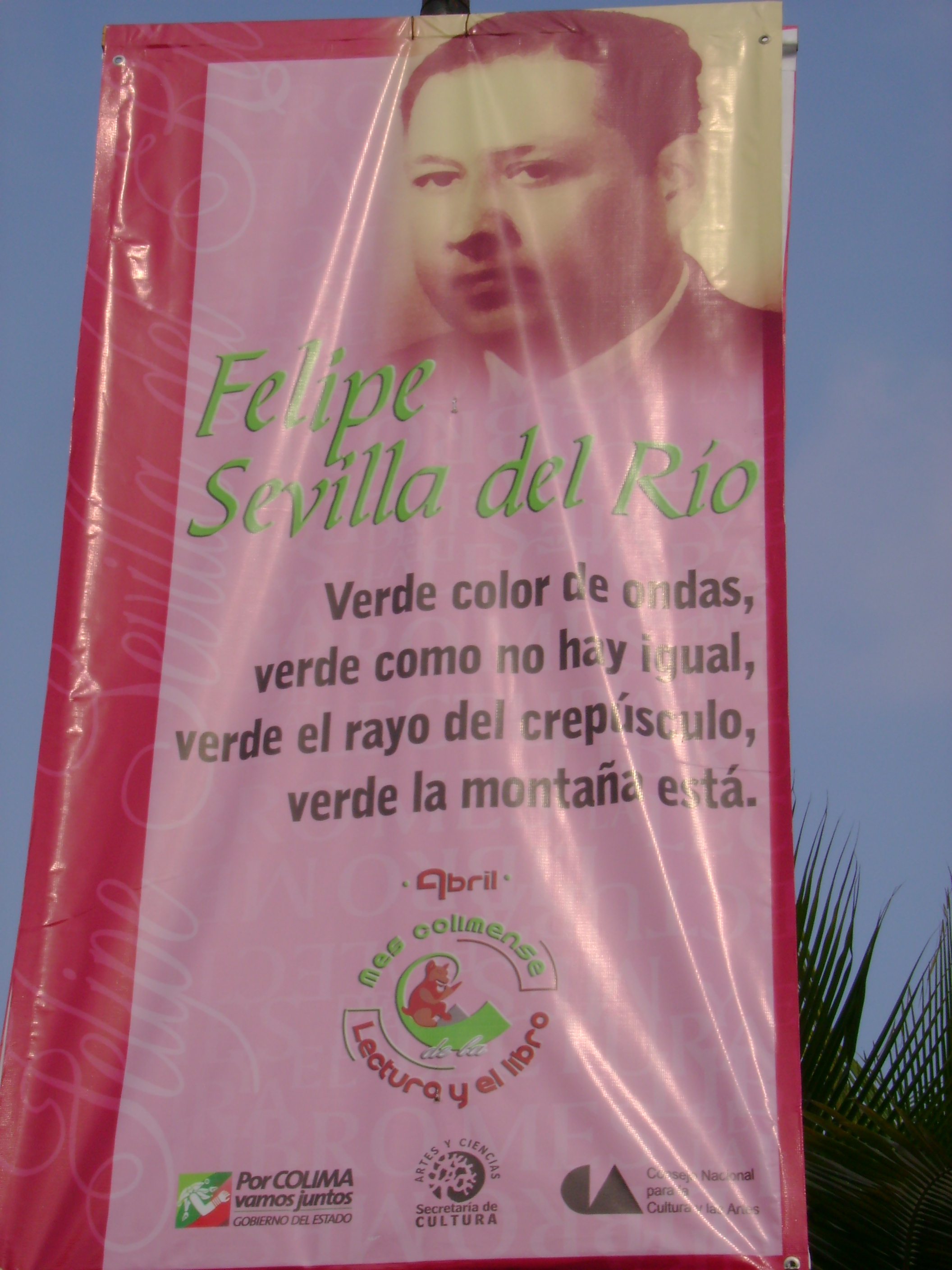
Cartel de Felipe Sevilla del Río en Manzanillo, Colima, con motivo del mes colimense de la lectura.

Felipe Sevilla del Río fue un escritor, historiador y poeta mexicano procedente del estado de Colima. Nació el 12 de febrero de 1910 siendo hijo de José Refugio Sevilla Padilla y Mercedes del Río Fuentes. Durante su infancia tuvo contacto con la naturaleza por lo que desde joven comenzó a escribir sus primeros versos como La Satiresa, El Pastor y El Fauno y sus poemas dedicados al estado de Colima, La Feria, La Ciudad de la Palmas, La Ola Verde y Cuyutlán. Tradujo documentos y con el fin de publicar su libro Breve estudio sobre la conquista y fundación de Colima, gracias al cual marcó su nombramiento como presidente vitalicio de la Sociedad de Historia de Colima. En 1962, con motivo de la muerte en menos de un mes de su madre y esposa dedicó sus estudios a la investigación histórica. En 1974, publicó Prosas Literarias e Históricas, que era una recopilación de más de cuarenta escritos, cuentos y anécdotas que narraban religión, costumbres y política de Colima durante los siglos XVI al XIX. Murió el 28 de noviembre de 1982, en su honor una de las salas del Archivo Histórico de la Universidad de Colima y una importante avenida llevan su nombre. 
Felipe Sevilla del Río was a Mexican writer, historian and poet from the state of Colima. He was born on February 12, 1910, the son of José Refugio Sevilla Padilla and Mercedes del Río Fuentes. During his childhood he had contact with nature, so from a young age he began to write his first verses such as La Satiresa, El Pastor y El Fauno and his poems dedicated to the state of Colima, La Feria, La Ciudad de la Palmas, La Ola Verde and Cuyutlan. He translated documents and in order to publish his book Brief study on the conquest and founding of Colima, thanks to which he marked his appointment as life president of the Colima History Society. In 1962, on the occasion of the death of his mother and wife in less than a month, he dedicated his studies to historical research. In 1974, he published Literary and Historical Prosas, which was a compilation of more than forty writings, stories and anecdotes that narrated religion, customs and politics of Colima during the 16th to 19th centuries. He died on November 28, 1982, in his honor one of the rooms of the Historical Archive of the University of Colima and an important avenue are named after him. 

## Obras
- Prosas Literarias e Históricas
- Breve estudio sobre la conquista y fundación de Colima
- Teocaltiche en mi recuerdo: Romances, leyendas, recuerdos y tradiciones de mi tierra (1958) _-junto a Manuel J. Aguirre-
- Relación sumaria de la visita que hizo en Nueva España el licenciado Lebron de Quiñones á doscientos pueblos: trae las descripciones de ellos, sus usos y costumbres : fecha en Taximaro á 10 de septiembre de 1554

- Datos: Q5785902